# ゴスピッチ
ゴスピッチ（クロアチア語: Gospić）はクロアチア・リカ＝セニ郡の都市および基礎自治体でリカ＝セニ郡の郡都である。リカ川河畔のカルスト地に位置している。

## 歴史
ゴスピッチやその周辺は先史時代より人が住んでいるが、最初にこの地域でまとまった定住地が形成されたのは1263年とされカセグ（Kaseg）やカセジ（Kasezi）の名で記録されている。ゴスピッチの名が初めて言及されたのは1604年で、ゴスピッチはもともとはクロアチアの言葉で女性を表す語 "Gospa" や "Gospava" から来ているとされる。今日、ゴスピッチにはオスマン帝国が造った要塞（Aga Senković,Aga Alić）が町の周辺で見ることができる。17世紀末、オスマンが撤退するとハプスブルクの支配下で軍政国境地帯より内側のリカ地方の行政的な中心地となった。
1990年代、クロアチア紛争時にはゴスピッチは激しい被害を受けている。戦時中、町はクロアチア人勢力が支配していたが、東側は直接セルビア人勢力のクライナ・セルビア人共和国が支配しておりゴスピッチは攻撃を受けていた。その一方で、1991年10月16日から10月18日にかけてクロアチア軍によるセルビア人に対して行ったゴスピッチの虐殺（en）も起こっている。最終的に紛争は1995年8月の嵐作戦の成功によってクロアチア側の勝利で終わる。

## 人口動態

### 1991年
- 合計 28,010人
  - クロアチア人 - 17,627人 (62,93%)
  - セルビア人 - 8,955人 (31,97%)
  - その他 - 1,428人 (5,10%)

### 2001
- 合計 12,980人 
  - クロアチア人 - 12,050人 (92.84%)
  - セルビア人 - 625人 (4.82%)

## ゆかりの人物
- ニコラ・テスラ - 発明家・物理学者